# Polyrhachis sculpta
Polyrhachis sculpta é uma espécie de formiga do gênero Polyrhachis, pertencente à subfamília Formicinae.